# 4025 Ridley
A 4025 Ridley (ideiglenes jelöléssel 1981 WU) a Naprendszer kisbolygóövében található aszteroida. Edward L. G. Bowell fedezte fel 1981. november 24-én.